# Lista de jogos de futebol do Clube de Regatas do Flamengo em 2020
Esta é a lista de jogos de futebol disputados pelo Clube de Regatas do Flamengo na temporada de 2020.
Em função da pandemia de COVID-19 e o consequente adiamento de Campeonatos (e partidas), algumas competições foram estendidas para 2021.

## Campanha
Essa foi a campanha na temporada 2020:
| v d e              | Mandante | Visitante | Clássicos | Total |
| ------------------ | -------- | --------- | --------- | ----- |
| Jogos              | 29       | 28        | 13        | 70    |
| Vitórias           | 21       | 14        | 9         | 44    |
| Empates            | 4        | 7         | 2         | 13    |
| Derrotas           | 4        | 7         | 2         | 13    |
|                    |          |           |           |       |
| Gols marcados      | 63       | 48        | 20        | 131   |
| Gols sofridos      | 29       | 39        | 10        | 78    |
| Saldo de gols      | +34      | +9        | +10       | +53   |
|                    |          |           |           |       |
| Aproveitamento (%) | 77,0%    | 58,3%     | 74,4%     | 69,0% |

Última atualização em 26 de fevereiro de 2021.
Legenda:      Vitória —      Empate —      Derrota —      Clássico

## Mês a mês

### Janeiro
| 18 de janeiro Taça GB – 1ª | Macaé | 0 – 0            | Flamengo | Rio de Janeiro                                                                                  |  |
| 16:00                      |       | Súmula e borderô |          | Estádio: Maracanã Público: 27 205 Renda: R$ 617 161,50 Árbitro: RJ Pathrice Wallace Correa Maia |  |

| 22 de janeiro Taça GB – 2ª | Vasco da Gama | 0 – 1            | Flamengo        | Rio de Janeiro                                                                              |  |
| 21:00                      |               | Súmula e borderô | Lucas Silva 26' | Estádio: Maracanã Público: 25 738 Renda: R$ 1 025 265,00 Árbitro: RJ Grazianni Maciel Rocha |  |

| 25 de janeiro Taça GB – 3ª | Flamengo                                      | 3 – 2            | Volta Redonda               | Rio de Janeiro                                                                           |  |
| 18:00                      | João Lucas 49' · Rodrigo Muniz 72' · Bill 89' | Súmula e borderô | João Carlos 31' · Saulo 85' | Estádio: Maracanã Público: 22 724 Renda: R$ 515 139,50 Árbitro: RJ Bruno Arleu de Araújo |  |

| 29 de janeiro Taça GB – 4ª | Flamengo | 0 – 1            | Fluminense | Rio de Janeiro                                                                                     |  |
| 20:30                      |          | Súmula e borderô | Nenê 69'   | Estádio: Maracanã Público: 46 669 Renda: R$ 1 052 326,00 Árbitro: RJ Rodrigo Carvalhães de Miranda |  |

### Fevereiro
| 3 de fevereiro Taça GB – 5ª | Resende        | 1 – 3            | Flamengo                                     | Rio de Janeiro                                                                               |  |
| 20:00                       | Alef Manga 65' | Súmula e borderô | Pedro 72' · Gabriel 82' · Bruno Henrique 86' | Estádio: Maracanã Público: 53 681 Renda: R$ 1 796 902,00 Árbitro: RJ Diego da Silva Lourenço |  |

| 8 de fevereiro Taça GB – 6ª | Flamengo                  | 2 – 0            | Madureira | Rio de Janeiro                                                                              |  |
| 16:00                       | Gabriel 60' · Pedro 90+1' | Súmula e borderô |           | Estádio: Maracanã Público: 64 576 Renda: R$ 1 555 172,00 Árbitro: RJ João Batista de Arruda |  |

| 12 de fevereiro Taça GB – Semi | Fluminense                       | 2 – 3            | Flamengo                                         | Rio de Janeiro                                                                             |  |
| 20:30                          | Luccas Claro 60' · Evanilson 70' | Súmula e borderô | Bruno Henrique 2' · Gabriel 8' · Filipe Luís 49' | Estádio: Maracanã Público: 59 025 Renda: R$ 2 028 562,00 Árbitro: RJ Graziane Maciel Rocha |  |

| 16 de fevereiro SC Brasil | Flamengo                                             | 3 – 0          | Athletico Paranaense | Brasília                                                                                          |  |
| 11:00 (UTC−3)             | Bruno Henrique 14' · Gabriel 29' · De Arrascaeta 68' | Súmula Borderô |                      | Estádio: Mané Garrincha Público: 48 009 Renda: R$ 7 423 760,00 Árbitro: GO Wilton Pereira Sampaio |  |

| 19 de fevereiro Recopa/ida | Independiente del Valle             | 2 – 2     | Flamengo                       | Quito                                                    |  |
| 20:30 (UTC−5)              | Murillo 20' · Pellerano 90+1' (pen) | Relatório | Bruno Henrique 65' · Pedro 85' | Estádio: Olímpico Atahualpa Árbitro: URU Leodán González |  |

| 22 de fevereiro Taça GB – Final | Boavista-RJ    | 1 – 2            | Flamengo                | Rio de Janeiro                                                                                |  |
| 18:00                           | Jean Victor 5' | Súmula e borderô | Diego 43' · Gabriel 79' | Estádio: Maracanã Público: 58 219 Renda: R$ 2 166 600,00 Árbitro: RJ Marcelo de Lima Henrique |  |

| 26 de fevereiro Recopa/volta | Flamengo                      | 3 – 0     | Independiente del Valle | Rio de Janeiro                                                                           |  |
| 21:30 (UTC−3)                | Gabriel 19' · Gerson 62', 89' | Relatório |                         | Estádio: Maracanã Público: 69 986 Renda: R$ 5 396 997,50 Árbitro: ARG Fernando Rapallini |  |

| 29 de fevereiro Taça Rio – 1ª | Cabofriense | 1 – 4            | Flamengo                            | Rio de Janeiro                                                                                       |  |
| 18:00                         | Gama 21'    | Súmula e borderô | Michael 13' · Gabriel 64', 74', 86' | Estádio: Maracanã Público: 28 464 Renda: R$ 721 609,50 Árbitro: RJ Alexandre Vargas Tavares de Jesus |  |

### Março
| 4 de março Libertadores – 1ª | Junior de Barranquilla | 1 – 2     | Flamengo                | Barranquilla                                       |  |
| 19:30 (UTC−5)                | Gutiérrez 90+5'        | Relatório | Éverton Ribeiro 6', 79' | Estádio: Metropolitano Árbitro: VEN Alexis Herrera |  |

| 7 de março Taça Rio – 2ª | Flamengo                                        | 3 – 0            | Botafogo | Rio de Janeiro                                                                                |  |
| 18:00                    | Éverton Ribeiro 60' · Gabriel 70' · Michael 87' | Súmula e borderô |          | Estádio: Maracanã Público: 52 544 Renda: R$ R$ 1,872,425,00 Árbitro: RJ Bruno Arleu de Araújo |  |

| 11 de março Libertadores – 2ª | Flamengo                                                      | 3 – 0     | Barcelona de Guayaquil | Rio de Janeiro                               |  |
| 21:30 (UTC−3)                 | Gustavo Henrique 39' · Gabriel 45' (pen) · Bruno Henrique 53' | Relatório |                        | Estádio: Maracanã Árbitro: ARG Facundo Tello |  |

| 14 de março Taça Rio – 3ª | Flamengo                       | 2 – 1            | Portuguesa-RJ | Rio de Janeiro                                                               |  |
| 18:00                     | Marcão 88' · De Arrascaeta 90' | Súmula e borderô | Maicon 58'    | Estádio: Maracanã Público: 0 (PF) Árbitro: RJ Maurício Machado Coelho Júnior |  |

Devido a pandemia de COVID-19, tanto a Copa Libertadores quanto o Campeonato Carioca foram paralisados.

### Abril
Devido a pandemia de COVID-19, as competições que seriam disputadas neste mês foram suspensas.

### Maio
Devido a pandemia de COVID-19, as competições que seriam disputadas neste mês foram suspensas.

### Junho
| 18 de junho Taça Rio – 4ª | Bangu | 0 – 3            | Flamengo                                                 | Rio de Janeiro                                                               |  |
| 21:00                     |       | Súmula e borderô | De Arrascaeta 18' · Bruno Henrique 65' · Pedro Rocha 88' | Estádio: Maracanã Público: 0 (PF) Árbitro: RJ Wagner do Nascimento Magalhães |  |

### Julho
| 1 de julho Taça Rio – 5ª | Flamengo               | 2 – 0            | Boavista-RJ | Rio de Janeiro                                                    |  |
| 21:30                    | Pedro 35' · Gerson 51' | Súmula e borderô |             | Estádio: Maracanã Público: 0 (PF) Árbitro: RJ Rodrigo Nunes de Sá |  |

| 5 de julho Taça Rio – Semi | Flamengo                | 2 – 0            | Volta Redonda | Rio de Janeiro                                                       |  |
| 16:00                      | Bruno Henrique 21', 49' | Súmula e borderô |               | Estádio: Maracanã Público: 0 (PF) Árbitro: RJ Grazianni Maciel Rocha |  |

| 8 de julho Taça Rio – Final                     | Fluminense   | 1 – 1 (3–2 pen.)                               | Flamengo  | Rio de Janeiro                                                      |  |
| 21:30                                           | Gilberto 36' | Súmula e borderô                               | Pedro 77' | Estádio: Maracanã Público: 0 (PF) Árbitro: RJ Bruno Arleu de Araújo |  |
|                                                 |              | Penalidades                                    |           |                                                                     |  |
| Nenê Dodi Hudson Michel Araújo Fernando Pacheco |              | Gabriel Willian Arão Léo Pereira Pedro Rafinha |           |                                                                     |  |

| 12 de julho Carioca – Final/Ida | Fluminense    | 1 – 2            | Flamengo                | Rio de Janeiro                                                               |  |
| 16:00                           | Evanilson 60' | Súmula e borderô | Pedro 28' · Michael 73' | Estádio: Maracanã Público: 0 (PF) Árbitro: RJ Wagner do Nascimento Magalhães |  |

| 15 de julho Carioca – Final/Volta | Flamengo      | 1 – 0            | Fluminense | Rio de Janeiro                                                       |  |
| 21:00                             | Vitinho 90+4' | Súmula e borderô |            | Estádio: Maracanã Público: 0 (PF) Árbitro: RJ Grazianni Maciel Rocha |  |

### Agosto
| 9 de agosto Brasileiro – 1ª | Flamengo | 0 – 1  | Atlético Mineiro | Rio de Janeiro                                                     |  |
| 16:00                       |          | Súmula | Filipe Luís 23'  | Estádio: Maracanã Público: 0 (PF) Árbitro: SP Raphael Claus (FIFA) |  |

| 12 de agosto Brasileiro – 2ª | Atlético Goianiense                              | 3 – 0  | Flamengo | Goiânia                                                                      |  |
| 20:30                        | Hyuri 14' · Jorginho 31' · Gustavo Ferrareis 61' | Súmula |          | Estádio: Olímpico Público: 0 (PF) Árbitro: SP Luiz Flávio de Oliveira (FIFA) |  |

| 15 de agosto Brasileiro – 3ª | Coritiba | 0 – 1  | Flamengo          | Curitiba                                                                     |  |
| 19:30                        |          | Súmula | De Arrascaeta 28' | Estádio: Couto Pereira Público: 0 (PF) Árbitro: SC Rodrigo D'Alonso Ferreira |  |

| 19 de agosto Brasileiro – 4ª | Flamengo          | 1 – 1  | Grêmio   | Rio de Janeiro                                                    |  |
| 19:15                        | Gabriel 88' (pen) | Súmula | Pepê 44' | Estádio: Maracanã Público: 0 (PF) Árbitro: SC Rafael Traci (FIFA) |  |

| 23 de agosto Brasileiro – 5ª | Flamengo            | 1 – 1  | Botafogo         | Rio de Janeiro                                                     |  |
| 11:00                        | Gabriel 90+6' (pen) | Súmula | Pedro Raul 90+3' | Estádio: Maracanã Público: 0 (PF) Árbitro: RS Leandro Pedro Vuaden |  |

| 30 de agosto Brasileiro – 6ª | Santos | 0 – 1  | Flamengo      | Santos                                                                          |  |
| 16:00                        |        | Súmula | Gabriel 45+5' | Estádio: Vila Belmiro Público: 0 (PF) Árbitro: GO Wilton Pereira Sampaio (FIFA) |  |

### Setembro
| 2 de setembro Brasileiro – 7ª | Bahia                                    | 3 – 5  | Flamengo                                                     | Salvador                                                           |  |
| 20:30                         | Rodriguinho 31' · Élber 41' · Daniel 89' | Súmula | Pedro 1', 15' · De Arrascaeta 36', 51' · Éverton Ribeiro 48' | Estádio: Pituaçu Público: 0 (PF) Árbitro: DF Sávio Pereira Sampaio |  |

| 5 de setembro Brasileiro – 8ª | Flamengo                         | 2 – 1  | Fortaleza         | Rio de Janeiro                                                                 |  |
| 17:00                         | Éverton Ribeiro 5' · Gabriel 87' | Súmula | Juninho 13' (pen) | Estádio: Maracanã Público: 0 (PF) Árbitro: SP Flávio Rodrigues de Souza (FIFA) |  |

| 9 de setembro Brasileiro – 9ª | Fluminense  | 1 – 2  | Flamengo                     | Rio de Janeiro                                                     |  |
| 21:30                         | Digão 90+2' | Súmula | Filipe Luís 7' · Gabriel 33' | Estádio: Maracanã Público: 0 (PF) Árbitro: SP Raphael Claus (FIFA) |  |

| 13 de setembro Brasileiro – 10ª | Ceará                         | 2 – 0  | Flamengo | Fortaleza                                                                 |  |
| 18:00                           | Luiz Otávio 49' · Charles 55' | Súmula |          | Estádio: Arena Castelão Público: 0 (PF) Árbitro: BA Marielson Alves Silva |  |

| 17 de setembro Libertadores – 3ª | Independiente del Valle                                                     | 5 – 0     | Flamengo | Quito                                                                  |  |
| 19:00 (UTC−5)                    | M. Caicedo 40' · Preciado 49' · Torres 58' · Sánchez 81' · B. Caicedo 90+2' | Relatório |          | Estádio: Casa Blanca Público: 0 (PF) Árbitro: COL Wilmar Roldán (FIFA) |  |

| 22 de setembro Libertadores – 4ª | Barcelona de Guayaquil | 1 – 2     | Flamengo                     | Guayaquil                                                   |  |
| 17:15 (UTC−5)                    | L. Martínez 48'        | Relatório | Pedro 6' · De Arrascaeta 26' | Estádio: Monumental Público: 0 (PF) Árbitro: PER Diego Haro |  |

| 27 de setembro Brasileiro – 12ª | Palmeiras   | 1 – 1  | Flamengo  | São Paulo                                                                      |  |
| 16:20                           | Patrick 54' | Súmula | Pedro 56' | Estádio: Allianz Parque Público: 0 (PF) Árbitro: RS Jean Pierre Gonçalves Lima |  |

| 30 de setembro Libertadores – 5ª | Flamengo                                          | 4 – 0     | Independiente del Valle | Rio de Janeiro                                                    |  |
| 21:30 (UTC−3)                    | Lincoln 26' · Pedro 30' · Bruno Henrique 51', 72' | Relatório |                         | Estádio: Maracanã Público: 0 (PF) Árbitro: ARG Fernando Rapallini |  |

### Outubro
| 4 de outubro Brasileiro – 13ª | Flamengo                                                   | 3 – 1  | Athletico Paranaense | Rio de Janeiro                                                          |  |
| 16:00                         | Pedro 55' · Bruno Henrique 58' (pen) · Éverton Ribeiro 76' | Súmula | Renato Kayzer 66'    | Estádio: Maracanã Público: 0 (PF) Árbitro: SC Rodrigo D'Alonso Ferreira |  |

| 7 de outubro Brasileiro – 14ª | Flamengo                              | 3 – 0  | Sport | Rio de Janeiro                                                        |  |
| 19:15                         | Pedro 51', 60' · Gustavo Henrique 54' | Súmula |       | Estádio: Maracanã Público: 0 (PF) Árbitro: RN Caio Max Augusto Vieira |  |

| 10 de outubro Brasileiro – 15ª | Vasco da Gama   | 1 – 2  | Flamengo                             | Rio de Janeiro                                                                     |  |
| 17:00                          | Talles Magno 9' | Súmula | Léo Pereira 47' · Bruno Henrique 70' | Estádio: São Januário Público: 0 (PF) Árbitro: SP Flávio Rodrigues de Souza (FIFA) |  |

| 13 de outubro Brasileiro – 11ª | Flamengo         | 2 – 1  | Goiás        | Rio de Janeiro                                                           |  |
| 18:00                          | Pedro 38', 90+5' | Súmula | Vinícius 12' | Estádio: Maracanã Público: 0 (PF) Árbitro: PR Paulo Roberto Alves Júnior |  |

| 15 de outubro Brasileiro – 16ª | Flamengo    | 1 – 1  | Red Bull Bragantino | Rio de Janeiro                                                  |  |
| 20:00                          | Lincoln 24' | Súmula | Claudinho 46'       | Estádio: Maracanã Público: 0 (PF) Árbitro: RS Daniel Nobre Bins |  |

| 18 de outubro Brasileiro – 17ª | Corinthians | 1 – 5  | Flamengo                                                                       | São Paulo                                                                   |  |
| 16:00                          | Gil 74'     | Súmula | Éverton Ribeiro 31' · Vitinho 52' · Natan 57' · Bruno Henrique 71' · Diego 85' | Estádio: Neo Química Arena Público: 0 (PF) Árbitro: RS Leandro Pedro Vuaden |  |

| 21 de outubro Libertadores – 6ª | Flamengo                                      | 3 – 1     | Junior de Barranquilla | Rio de Janeiro                                                  |  |
| 21:30 (UTC−3)                   | Thuler 10‎' · Lincoln 40‎' · Bruno Henrique 75‎' | Relatório | Gutiérrez 69'          | Estádio: Maracanã Público: 0 (PF) Árbitro: ARG Patricio Loustau |  |

| 25 de outubro Brasileiro – 18ª | Internacional                      | 2 – 2  | Flamengo                          | Porto Alegre                                                                 |  |
| 18:15                          | Hernández 6' · Thiago Galhardo 24' | Súmula | Pedro 10' · Éverton Ribeiro 90+4' | Estádio: Beira-Rio Público: 0 (PF) Árbitro: GO Wilton Pereira Sampaio (FIFA) |  |

| 28 de outubro C.B./Oitavas/Ida | Athletico Paranaense | 0 – 1  | Flamengo           | Curitiba                                                                      |  |
| 21:30                          |                      | Súmula | Bruno Henrique 20' | Estádio: Arena da Baixada Público: 0 (PF) Árbitro: MG Ricardo Marques Ribeiro |  |

### Novembro
| 1 de novembro Brasileiro – 19ª | Flamengo | 1 – 4  | São Paulo                                                      | Rio de Janeiro                                                        |  |
| 16:00                          | Pedro 5' | Súmula | Tchê Tchê 16' · Brenner 45' · Reinaldo 58' (pen) · Luciano 81' | Estádio: Maracanã Público: 0 (PF) Árbitro: RN Caio Max Augusto Vieira |  |

| 4 de novembro C.B./Oitavas – Volta | Flamengo                     | 3 – 2  | Athletico Paranaense      | Rio de Janeiro                                                          |  |
| 21:30                              | Pedro 24', 33' · Michael 83' | Súmula | Erick 40' · Guilherme 87' | Estádio: Maracanã Público: 0 (PF) Árbitro: SC Rodrigo D'Alonso Ferreira |  |

| 8 de novembro Brasileiro – 20ª | Atlético Mineiro                                        | 4 – 0  | Flamengo | Belo Horizonte                                                      |  |
| 18:15                          | Gustavo Henrique 3' · Keno 7' · Sasha 58' · Zaracho 82' | Súmula |          | Estádio: Mineirão Público: 0 (PF) Árbitro: DF Sávio Pereira Sampaio |  |

| 11 de novembro C.B./Quartas – Ida | Flamengo    | 1 – 2  | São Paulo        | Rio de Janeiro                                                        |  |
| 21:30                             | Gabriel 48' | Súmula | Brenner 46', 87' | Estádio: Maracanã Público: 0 (PF) Árbitro: RS Anderson Daronco (FIFA) |  |

| 14 de novembro Brasileiro – 21ª | Flamengo           | 1 – 1  | Atlético Goianiense | Rio de Janeiro                                                    |  |
| 21:30                           | Bruno Henrique 44' | Súmula | Zé Roberto 58'      | Estádio: Maracanã Público: 0 (PF) Árbitro: SC Rafael Traci (FIFA) |  |

| 18 de novembro C.B./Quartas – Volta | São Paulo                    | 3 – 0  | Flamengo | São Paulo                                                                  |  |
| 21:30                               | Luciano 46', 55' · Pablo 84' | Súmula |          | Estádio: Morumbi Público: 0 (PF) Árbitro: GO Wilton Pereira Sampaio (FIFA) |  |

| 21 de novembro Brasileiro – 22ª | Flamengo                                         | 3 – 1  | Coritiba       | Rio de Janeiro                                                        |  |
| 19:00                           | Bruno Henrique 3' · De Arrascaeta 27' · Renê 75' | Súmula | Mattheus 90+2' | Estádio: Maracanã Público: 0 (PF) Árbitro: MG Ricardo Marques Ribeiro |  |

| 24 de novembro C.L./Oitavas – Ida | Racing      | 1 – 1     | Flamengo    | Avellaneda                                                       |  |
| 21:30 (UTC-3)                     | Fértoli 13' | Relatório | Gabriel 15' | Estádio: El Cilindro Público: 0 (PF) Árbitro: VEN Alexis Herrera |  |

### Dezembro
| 1 de dezembro C.L./Oitavas – Volta                                                                             | Flamengo           | 1 – 1 (3–5 pen.)                     | Racing     | Rio de Janeiro                                               |  |
| 21:30 (UTC-3)                                                                                                  | Willian Arão 90+3' | Relatório                            | Sigali 65' | Estádio: Maracanã Público: 0 (PF) Árbitro: CHI Roberto Tobar |  |
| |                    | Penalidades                          |            |                                                              |  |
| Filipe Luís Gerson Pedro Willian Arão                                                                          |                    | López Rojas Sigali Alcaraz Domínguez |            |                                                              |  |
| Nota: Como o placar agregado foi 2–2, a decisão da vaga para a próxima fase aconteceu em disputa por pênaltis. |                    |                                      |            |                                                              |  |

| 5 de dezembro Brasileiro – 24ª | Botafogo | 0 – 1  | Flamengo            | Rio de Janeiro                                                             |  |
| 17:00                          |          | Súmula | Éverton Ribeiro 55' | Estádio: Nilton Santos Público: 0 (PF) Árbitro: RS Anderson Daronco (FIFA) |  |

| 13 de dezembro Brasileiro – 25ª | Flamengo                                                    | 4 – 1  | Santos            | Rio de Janeiro                                                           |  |
| 13:00                           | Gerson 42' · Gabriel 49' (pen), 70' (pen) · Filipe Luís 57' | Súmula | Bruno Marques 74' | Estádio: Maracanã Público: 0 (PF) Árbitro: PR Paulo Roberto Alves Junior |  |

| 20 de dezembro Brasileiro – 26ª | Flamengo                                                        | 4 – 3  | Bahia                               | Rio de Janeiro                                                                 |  |
| 18:15                           | Bruno Henrique 4' · Mauricio Isla 32' · Pedro 81' · Vitinho 89' | Súmula | Rodriguinho 51' · Gilberto 55', 58' | Estádio: Maracanã Público: 0 (PF) Árbitro: SP Flávio Rodrigues de Souza (FIFA) |  |

| 26 de dezembro Brasileiro – 27ª | Fortaleza | 0 – 0  | Flamengo | Fortaleza                                                               |  |
| 19:00                           |           | Súmula |          | Estádio: Arena Castelão Público: 0 (PF) Árbitro: SC Rafael Traci (FIFA) |  |

### Janeiro de 2021
| 6 de janeiro Brasileiro – 28ª | Flamengo          | 1 – 2  | Fluminense                    | Rio de Janeiro                                                     |  |
| 21:30                         | De Arrascaeta 40' | Súmula | Luccas Claro 56' · Yago 90+3' | Estádio: Maracanã Público: 0 (PF) Árbitro: RS Leandro Pedro Vuaden |  |

| 10 de janeiro Brasileiro – 29ª | Flamengo | 0 – 2  | Ceará                 | Rio de Janeiro                                                           |  |
| 16:00                          |          | Súmula | Vina 12' · Kelvyn 89' | Estádio: Maracanã Público: 0 (PF) Árbitro: PR Paulo Roberto Alves Júnior |  |

| 18 de janeiro Brasileiro – 30ª | Goiás | 0 – 3  | Flamengo                                      | Goiânia                                                                     |  |
| 20:00                          |       | Súmula | De Arrascaeta 41' · Gabriel 62' · Pedro 90+4' | Estádio: Serrinha Público: 0 (PF) Árbitro: PR Rodolpho Toski Marques (FIFA) |  |

| 21 de janeiro Brasileiro – 31ª | Flamengo            | 2 – 0  | Palmeiras | Brasília                                                                  |  |
| 19:00                          | Luan 45' · Pepê 82' | Súmula |           | Estádio: Mané Garrincha Público: 0 (PF) Árbitro: DF Sávio Pereira Sampaio |  |

| 24 de janeiro Brasileiro – 32ª | Athletico Paranaense          | 2 – 1  | Flamengo             | Curitiba                                                                   |  |
| 16:00                          | Abner 25' · Renato Kayzer 83' | Súmula | Gustavo Henrique 33' | Estádio: Arena da Baixada Público: 0 (PF) Árbitro: RS Leandro Pedro Vuaden |  |

| 28 de janeiro Brasileiro – 23ª | Grêmio               | 2 – 4  | Flamengo                                                           | Porto Alegre                                                                       |  |
| 20:00                          | Diego Souza 40', 84' | Súmula | Éverton Ribeiro 57' · Gabriel 59' · De Arrascaeta 66' · Isla 90+2' | Estádio: Arena do Grêmio Público: 0 (PF) Árbitro: PR Rodolpho Toski Marques (FIFA) |  |

### Fevereiro de 2021
| 1 de fevereiro Brasileiro – 33ª | Sport | 0 – 3  | Flamengo                                      | Recife                                                                  |  |
| 20:00                           |       | Súmula | Gabriel 3' · Bruno Henrique 18' · Pedro 90+5' | Estádio: Ilha do Retiro Público: 0 (PF) Árbitro: SC Rafael Traci (FIFA) |  |

| 4 de fevereiro Brasileiro – 34ª | Flamengo                               | 2 – 0  | Vasco da Gama | Rio de Janeiro                                                     |  |
| 21:00                           | Gabriel 45' (pen) · Bruno Henrique 76' | Súmula |               | Estádio: Maracanã Público: 0 (PF) Árbitro: SP Raphael Claus (FIFA) |  |

| 7 de fevereiro Brasileiro – 35ª | Red Bull Bragantino | 1 – 1  | Flamengo          | Bragança Paulista                                                                  |  |
| 20:30                           | Ytalo 62'           | Súmula | Gabriel 34' (pen) | Estádio: Nabi Abi Chedid Público: 0 (PF) Árbitro: GO Wilton Pereira Sampaio (FIFA) |  |

| 14 de fevereiro Brasileiro – 36ª | Flamengo                      | 2 – 1  | Corinthians   | Rio de Janeiro                                                    |  |
| 16:00                            | Willian Arão 9' · Gabriel 55' | Súmula | Léo Natel 19' | Estádio: Maracanã Público: 0 (PF) Árbitro: SC Rafael Traci (FIFA) |  |

| 21 de fevereiro Brasileiro – 37ª | Flamengo                        | 2 – 1  | Internacional       | Rio de Janeiro                                                     |  |
| 16:00                            | De Arrascaeta 28' · Gabriel 62' | Súmula | Edenílson 11' (pen) | Estádio: Maracanã Público: 0 (PF) Árbitro: SP Raphael Claus (FIFA) |  |

| 25 de fevereiro Brasileiro – 38ª | São Paulo                 | 2 – 1  | Flamengo           | São Paulo                                                                  |  |
| 21:30                            | Luciano 45+4' · Pablo 58' | Súmula | Bruno Henrique 51' | Estádio: Morumbi Público: 0 (PF) Árbitro: PR Rodolpho Toski Marques (FIFA) |  |